# 월곡역사공원
월곡역사공원(月谷歷史公園)은 대구광역시 달서구 상인동에 있는 역사공원이다.
공원에는 대나무숲을 따라 조성된 산책로와 연못 꽃밭, 쉼터 등의 휴식 공간이 마련되어 있으며, 공원 내부에는 임진왜란 때 의병장으로 활약한 월곡 우배선을 기리기 위해 개관한 월곡역사박물관이 존재한다.

## 역사[2]
월곡역사공원은 기존의 월곡공원에 더해 단양우씨 종중이 소유한 낙동서원, 식물원 부지, 그리고 장지산 일대 등을 증설하여 조성된 공원이다. 단양우씨 문중에서 임진왜란 시기 24세의 나이로 의병을 일으켜 전공을 세운 의병장 월곡 우배선을 기려 최초로 건립하였으며, 1990년에 상인1동공원으로 조성이 결정된 후, 1999년에 월곡공원으로 명칭이 변경되었다.
이후 2020년 5월에 현재의 월곡역사공원으로 개칭되었다.

## 시설[3]
공원은 면적 35,000㎡로, 퍼걸러, 운동기구, 배드민턴장, 게이트볼장, 조합놀이대, 음수대, 자전거 보관대, 화장실 등 다양한 편의시설을 갖추고 있다.
공원 내에는 연면적 1,665㎡ 규모의 월곡역사박물관이 위치해 있으며, 이곳에는 수장고, 유물 전시실, 농기구 전시관 등이 있다. 박물관은 조선 중기의 의병장 우배선 장군의 업적을 기리기 위해 세워졌으며, 특히 2002년 보물로 지정된 '화원 우배선 의병진 관련 자료'와 임진왜란 당시 의병 활동을 기록한 의병군공책이 전시되어 있다.
공원 곳곳에는 대나무 숲 산책로와 소나무 군락지가 조성되어 있어 사계절 내내 시민들이 찾는 자연 친화적인 공간이다. 또한, 봄에는 겹벚꽃이 만개하여 상춘객들이 많이 방문하는 명소로 알려져 있다.

## 사건사고
월곡 역사공원 길고양이 사망 사건
2021년 10월 13일, 월곡역사공원에서 목줄 없이 돌아다니던 차우차우 두 마리가 길고양이를 공격해 사망하게 한 사건이 발생했다. 사건 당시, 개들은 목줄과 입마개를 하지 않은 상태였으며, 견주는 현장에 없었다.
달서구청은 견주의 신원을 파악하고 있으며, 견주에게 과태료를 부과할 예정이라고 밝혔다. 이후 구청은 추가 피해를 방지하기 위해 공원에 견주 관련 안내문을 게시하였다.